# Pierre Constant
Pour les articles homonymes, voir Constant.
Ne doit pas être confondu avec Constant Pierre.
 (février 2021).
Si vous disposez d'ouvrages ou d'articles de référence ou si vous connaissez des sites web de qualité traitant du thème abordé ici, merci de compléter l'article en donnant les références utiles à sa vérifiabilité et en les liant à la section « Notes et références ».
Pierre Constant (né 1933) est un comédien et metteur en scène français.

## Carrière artistique
Dans ses débuts il a joue Iago dans Othello dans une mise en scène de Marcelle Tassencourt avec Roger Hanin, ainsi que Robin dans Le jeu de Robin et Marion d’Adam de la Halle au Théâtre de l’Alliance française. Autres rôles au Théâtre Sarah-Bernhardt dans La tragédie de la vengeance (1963) et  Le trèfle fleuri (1964). En 1972 il est Richard III de Shakespeare dans la mise en scène de André-Louis Perinetti au Théâtre de la Cité Internationale. En 1972 également, il est interprète dans Bella Ciao (La guerre de mille ans) de Fernando Arrabal au Théâtre National Populaire. Dans un autre pièce d’Arrabal, Et ils passèrent des menottes aux fleurs, il a joué dans une mise en scène de l’auteur lui-même, puis en 1974 par une autre pièce écrite et réalisée par Arrabal, Sous le fil (1974).
Depuis 1977 Pierre Constant est aussi metteur en scène, entre autres de Till Eulenspiegel de Charles De Coster au Théâtre National de Chaillot. Il a mis en scène 19 pièces, notamment Qui a peur de Virginia Woolf ? en 1997 avec Jean-Pierre Cassel et Marie-Christine Barrault (et puis Béatrice Agenin). Dans Le Funambule de Jean Genet il est en 1988 réalisateur et interprète.
À la télévision Pierre Constant a joué en 1961 dans Fra Diavolo, réalisé par Jean Kerchbron, dans Le Massacre des innocents (1961) et dans Les trois Henry d'Abder Isker. Pierre Constant a joué aussi dans des pièces radiophoniques comme Meurtres pour mémoire en couple Cazès[pas clair] avec Claude Jade en 2002 pour France Culture.

## Théâtre: comédien
- 1991 : La Paix d’Aristophane mise en scène Marcel Maréchal
- 1990 : Crime et Châtiment de Jean-Claude Amyl… mise en scène Jean-Claude Amyl
- 1990 : Érasme, le temps d'un portrait de Pierre Laville mise en scène Jean-Claude Berutti
- 1988 : Le Funambule de Jean Genet mise en scène Pierre Constant
- 1987 : Papiers d'Arménie de Jean-Jacques Varoujean mise en scène Pierre Constant
- 1975 : Sur le fil de Fernando Arrabal mise en scène Jorge Lavelli
- 1974 : Sur le fil de Fernando Arrabal mise en scène Fernando Arrabal…
- 1973 : Et ils passèrent des menottes aux fleurs de Fernando Arrabal mise en scène Fernando Arrabal
- 1972 : Richard III de William Shakespeare mise en scène André-Louis Perinetti
- 1972 : Bella Ciao de Fernando Arrabal mise en scène Jorge Lavelli
- 1971 : Adieu Véronique de Serge Béhar mise en scène André-Louis Perinetti
- 1971: Le Jeu de Robin et Marion d'après Adam de La Halle mise en scène Georges Peyrou
- 1971 : Météo de Serge Béhar mise en scène Georges Peyrou
- 1970 : Octobre à Angoulême de Jean Thénevin mise en scène André-Louis Perinetti
- 1967 : Pertharite, roi des Lombards de Pierre Corneille mise en scène Jean Serge
- 1964 : Le Trèfle fleuri de Rafael Alberti mise en scène Pierre Debauche
- 1964 : La Tragédie de la vengeance d'après Cyril Tourneur mise en scène Francis Morane…
- 1963 : Judith de Friedrich Hebbel mise en scène Pierre Debauche
- 1963 : Othello de William Shakespeare mise en scène Marcelle Tassencourt
- 1961 : Le Jeu de Robin et de Marion d’Adam de la Halle mise en scène Sophie Laurence

## Théâtre: metteur en scène
- 2015 : Così fan tutte, musique de Wolfgang Amadeus Mozart
- 2011 : Jenufa, musique de Leoš Janáček
- 2002 : Così fan tutte
- 2001 : La Flute enchantée , musique de Wolfgang Amadeus Mozart
- 2000 : Peter Grimes,  musique de Benjamin Britten
- 2000 : Don Giovanni, musique de Wolfgang Amadeus Mozart
- 1997 : Qui a peur de Virginia Woolf ? d'après Edward Albee
- 1993 : L'Arbre de Mai, musique de François Fayt
- 1988 : Le Funambule, de Jean Genet
- 1988 : Werther, musique de Jules Massenet
- 1987 : Papiers d'Arménie, de Jean-Jacques Varoujean
- 1981 : Les Pieds dans le plat, de René Crevel
- 1979 : Le Cirque impérial, de Claude Alranq
- 1978 : Les Deux Nobles Cousins, d'après William Shakespeare
- 1977 : Till Eulenspiegel, d'après Charles De Coster
- 1976 : Les Troubadours, de Robert Arnaut
- 1975 : Lucelle, de Louis Le Jars
- 1974 : Sur le fil, de Fernando Arrabal
- 1974 : Le Jeu de Robin et Marion, d’Adam de La Halle
- 1974 : Nuit de guerre dans le musée du Prado, de Rafael Alberti

## Filmographie acteur (sélective)
- 1962 : Les Trois Henry (Jacques Clément), réalisation : Abder Isker
- 1961 : Le Massacre des innocents, (Gordon), réalisation : Roland-Bernard
- 1961 : L'histoire dépasse la fiction (Fra Diavolo), réalisation : Jean Kerchbron

## Liens
- Ressources relatives au spectacle :   - Les Archives du spectacle
  - Kunstenpunt